# Crawfordville, Florida
Crawfordville är administrativ huvudort i Wakulla County i den amerikanska delstaten Florida. Orten har fått sitt namn efter John L. Crawford. Wakulla County grundades 1843 och Newport utsågs till countyts administrativa huvudort. År 1866 flyttades huvudorten till Crawfordville.